# NGC 2020
NGC 2020 je svijetla emisijska ili odrazna maglica u zviježđu Zlatnoj ribi. 

## Vanjske poveznice
- SEDS: NGC 2020